# Полтавский (Кущёвский район)
Дорожный знак с названием  хутора никто и никогда не устанавливал за всю историю существования .
Полтавский — хутор в Кущёвском районе Краснодарского края.
Входит в состав Раздольненского сельского поселения.
Название хутор Полтавский получил от Советской власти в 1924 году .  Прежнее название хутор Старый с 1816 года в составе Области войска Донского .

## География
Расположен в северной части Кущевского района на берегах реки Большой Эльбузд левого притока реки Кагальник впадающей в Таганрогский залив Азовского моря .

### Улицы
- ул. Восточная,( ул. Микояна )
- ул. Московская.

## Население
| 2002 | 2010 |
| ---- | ---- |
| 135  | ↘93  |